# Dromiciops
Dromiciops  is een geslacht van buideldieren uit de familie Microbiotheriidae. De wetenschappelijke naam van het geslacht werd in 1894 gepubliceerd door Oldfield Thomas.

## Soorten
Er worden twee soorten in dit geslacht geplaatst:
- Dromiciops bozinovici (D'Elía, Hurtado, & D'Anatro, 2016)
- Dromiciops gliroides (Thomas, 1894) – Monito del monte
  - Dromiciops gliroides gliroides
  - Dromiciops gliroides mondaca

Dromiciops: Dromiciops bozinovici · Monito del monte (D. gliroides): (D. g. gliroides · D. g. mondaca)